# Seno Skyring
Le Seno Skyring, ou mer de Skyring, est un vaste bras de mer situé au nord de l'île Riesco, dans la région de Magallanes et de l'Antarctique chilien, à l'extrémité australe du Chili et du continent sud-américain.

## Géographie physique
Cette étendue d'eau naturelle occupe une vallée bloquée par une importante moraine terminale laissée par le retrait d'un glacier lors de la dernière période glaciaire. Bien qu'il soit situé à l'est de la cordillère des Andes, le Seno Skyring est relié à l'ouest au détroit de Magellan et à l'océan Pacifique à travers des fjords qui traversent le massif andin. Au sud, le Seno Skyring est également relié à la mer d'Otway via le canal Fitz Roy. Il mesure approximativement 80 km de long au maximum (le long d'un axe est-ouest) et entre 13 km et 16 km de large.
Au sud se trouve l'Île Riesco.

## Géographie humaine
La mer de Skyring a été nommée en l'honneur de William George Skyring (es) (1797-1833), lieutenant à bord du HMS Beagle lors de son voyage d'exploration en Terre de Feu.
Le petit port de Puerto Altamirano est situé sur la rive nord du Seno Skyring.
{{{annotations}}}